# ФК Персеполис
ФК Персеполис (на персийски: باشگاه فوتبال پرسپولیس Persepolis Football Club, Персеполис Шпорт Клуб) е ирански футболен клуб от град Техеран. Персеполис е най-успешният футболен клуб в Иран.

## Успехи
- Шампион на Иран (15): 1973/74, 1975/76, 1995/96, 1996/97, 1998/99, 1999/2000, 2001/02, 2007/08, 2016/17, 2017/18, 2018/19, 2019/20, 200/21, 2022/23
- Купа на Иран (4): 1987 – 88, 1990 – 91, 1998 – 99, 2009 – 10

## Бивши футболисти
- Али Даи
- Карим Багери
- Меди Мадавикия